# Бжусковоля
Бжусковоля (пол. Brzuskowola) — село в Польщі, у гміні Борове Ґарволінського повіту Мазовецького воєводства.
Населення — 137 осіб (2011).
У 1975-1998 роках село належало до Седлецького воєводства.

## Демографія
Демографічна структура станом на 31 березня 2011 року:
|          | Загалом | Допрацездатний вік | Працездатний вік | Постпрацездатний вік |
| -------- | ------- | ------------------ | ---------------- | -------------------- |
| Чоловіки | 67      | 16                 | 42               | 9                    |
| Жінки    | 70      | 15                 | 37               | 18                   |
| Разом    | 137     | 31                 | 79               | 27                   |